# Récepteur naturel cytotoxique
Les récepteurs naturels cytotoxiques (Natural cytotoxicity receptor ou NCR) ont été initialement identifiés à la fin des années 1990,,. La famille des  récepteurs naturels de cytotoxicité comprend trois récepteurs transmembranaires (TM) de type I, appelés NKp46, NKp44 et NKp30, qui sont codés respectivement par les gènes NCR1, NCR2 et NCR3..
Cette classe importante de récepteurs joue un rôle dans la surveillance des cellules NK des cellules malignes ou infectées par des agents pathogènes et dans différents microenvironnements tissulaires. Un aspect frappant est que chaque NCR peut interagir avec plusieurs molécules différentes codées par des pathogènes et des hôtes qui peuvent soit être exprimées à la surface des cellules, sécrétées ou excrétées de manière extracellulaire, soit incorporées dans la matrice extracellulaire.

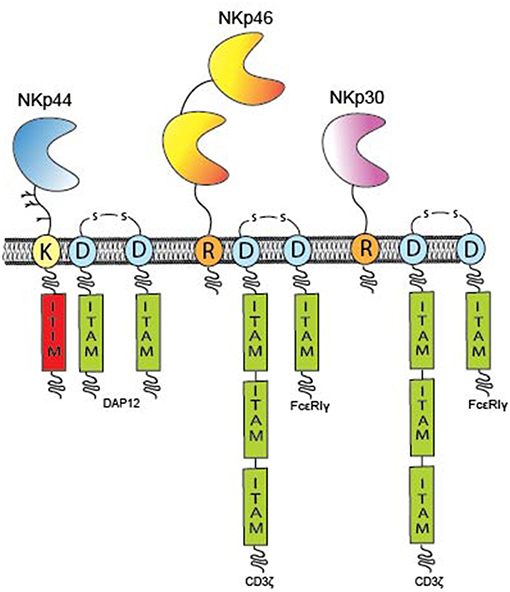
Aperçu des structures de domaines NCR individuelles. L'architecture de domaine des NCR et des adaptateurs de signalisation TM codant pour les résidus ITAM (cases vertes) est affichée. Les NCR sont des protéines TM de type I exprimées sur la membrane plasmique des cellules immunitaires. NKp46 (jaune) possède deux domaines de type Ig, tandis que NKp30 (rose) et NKp44 (bleu) ne possèdent qu'un seul domaine de type Ig. Tous les NCR contiennent un résidu d'arginine (R) ou de lysine (K) chargé positivement dans leurs domaines TM hydrophobes qui peuvent former un pont salin avec un résidu aspartate (D) correspondant dans les domaines TM des adaptateurs ITAM ; CD3, FcR ou DAP12, respectivement. Les domaines cytoplasmiques des NCR ne codent pour aucune capacité de signalisation inhérente, à l'exception de NKp44 qui contient une séquence ITIM putative (rouge) dans le domaine cytoplasmique maintenat ainsi un potentiel de signalisation inhibitrice.

## Différents récepteurs naturels de cytotoxicité

### NKp46
L' adn du  récepteur naturel de cytotoxicité 1( NCR1), autre nom de  NKp46 , a révélé un cadre de lecture ouvert (ORF) codant pour une protéine transmembranaire de type I de 46 kDa appartenant à la superfamille des immunoglobulines (Ig) caractérisée par deux Ig extracellulaires de type C2. -domaines de type suivi d'une région de tige. Le domaine cytoplasmique de NKp46 ne dispose pas d'un motif d'activation basé sur la tyrosine des immunorécepteurs (ITAM), mais le domaine transmembranaire contient un résidu arginine chargé positivement qui médie l'association avec le résidu aspartate chargé négativement dans le domaine TM des adaptateurs de signalisation ITAM, CD3ζ ou Fc. récepteur γ commun (FcRγ). Le gène codant pour NKp46, NCR1, est situé dans le complexe des récepteurs leucocytaires (LRC) sur le chromosome 19q13.4.

### NKp44
L'activité fonctionnelle des cellules NK contre les cellules tumorales déficientes dans l'expression des molécules du CMH de classe I est grandement améliorée par la culture dans l'IL-2, ce qui suggère que les cellules NK régulent positivement les récepteurs activant des ligands non-MHC supplémentaires. Alors que NKp30 et NKp46 sont exprimés de manière constitutive par les cellules NK au repos obtenues à partir du sang périphérique, l'expression de NKp44, également connu sous le nom de récepteur naturel de cytotoxicité 2 (NCR2), est régulée positivement sur les cellules NK stimulées par l'IL-2, l'IL-15 ou l'IL-. 1β, en particulier sur le sous-ensemble CD56brigh,. NKp44 est une protéine de 44 kDa composée d'un seul domaine extracellulaire Ig (IgV) de type V suivi d'une longue région de tige et d'un domaine TM hydrophobe contenant un résidu lysine chargé qui médie l'association avec l'adaptateur ITAM, DAP12 (également connu sous le nom de KARAP et TYROBP). Le gène NKp44 (NCR2) est codé dans le locus du récepteur TREM humain en 6p21.1, qui est centromérique du CMH.

### NKp30
NKp30, également connu sous le nom de récepteur naturel de cytotoxicité 3 (NCR3), est une protéine de 30 kDa et est exprimée sur toutes les cellules NK matures au repos et activées. Le clonage moléculaire de l'ADNc de NKp30 a révélé un cadre de lecture ouvert censé coder pour un domaine IgV extracellulaire et un domaine TM hydrophobe avec un résidu arginine chargé capable de s'associer aux adaptateurs ITAM, CD3ζ et/ou FcRγ) . .Le  NKp30 est considéré comme un membre de la famille de récepteurs CD28..